# Stella Hartinger Peña
Stella Hartinger Peña (* 1980) ist eine peruanische Forscherin und Epidemiologin.

## Leben und Wirken
Hartinger Peña studierte Biologie an der Universidad Peruana Cayetano Heredia (UPCH) in Lima und absolvierte ihren Master in Umweltwissenschaften. Sie promovierte 2014 an der Universität Basel und dem Schweizerischen Tropen- und Public-Health-Institut mit einer Arbeit zum Thema Reducing childhood illness – fostering growth: an integrated home-based intervention package (IHIP) to improve indoor-air pollution, drinking water quality and child nutrition zur Doktorin der Philosophie. Seit 2015 ist sie als außerordentliche Professorin an der UPCH in Lima tätig. Hier leitet sie die Forschungsabteilung für Ganzheitliche Entwicklung, Umwelt und Gesundheit (Unidad de Investigación en Desarrollo Integral, Ambiente y Salud) und ist stellvertretende Direktorin des Zentrums für lateinamerikanische Forschung zu Klimawandel und Gesundheit (CLIMA). Sie verfügte im Jahr 2023 über einen h-Index von 22.
Nach Ende ihres Studiums bereiste Hartinger Peña die Anden und untersuchte den Einfluss des Minenbergbaus auf die Gesundheit der Bevölkerung der Region, sowohl Arbeiter als auch Einwohner. Sie recherchierte unter anderem die Bleibelastung der Flüsse und die Folgen von Bleivergiftungen auf Kinder. Eines der Projekte Hartinger Peñas war, Lungenentzündungen, Durchfall und Mangelernährung bei Kleinbauern und Minenarbeitern in den Peruanischen Anden zu bekämpfen. Ihr wissenschaftliches Projekt in Cajamarca im Nordwesten Perus, das zusammen mit Wissenschaftlern aus Bolivien durchgeführt wurde, fokussierte auf den Kochmethoden am offenem Feuer, was zu hoher Feinstaubbelastung in den Häusern und einhergehenden Erkrankungen führte. Mit neuen, energieeffizienten Öfen konnte die Feinstaubbelastung in den Haushalten reduziert werden. Um Durchfallerkrankungen vor allem bei Kindern zu reduzieren, wurden in den Häusern in Cajamarca unter anderem Spülbecken eingebaut; die Häuser erhielten fließendes Wasser. Zudem erfolgte ein gezielter Hygiene-Unterricht. Infolge der eingesetzten Maßnahmen wurden Durchfallerkrankungen im Ort deutlich gesenkt. Der Projekterfolg hielt auch sechs Jahre nach Laufzeitende nachhaltig an. Ergebnisse ihrer Forschung in den Anden veröffentlichte Hartinger Peña unter anderem im International Journal of Public Health, in Environment International, in PLOS ONE sowie im Journal of Applied Physiology. Für ihre „Verdienste im Kampf gegen Krankheiten und Mangelernährung in Peru“ wurde sie 2018 mit dem mit 20.000 Schweizer Franken dotierten R.-Geigy-Preis ausgezeichnet.
Sie ist neben William N. Checkley leitende Forscherin des vom Fogarty International Center des National Institutes of Health geförderten Forschungsprogramms Chronic, Noncommunicable Diseases and Disorders Research Training, das an der Johns Hopkins University angesiedelt ist und von 2019 bis 2024 läuft.

## Ehrungen
- 2018: R.-Geigy-Preis